# Julius von Hertzberg
Julius Wilhelm Karl Graf von Hertzberg (* 18. Januar 1826 in Stralsund; † 23. März 1887 in Kassel) war ein preußischer Generalmajor und Kommandeur der 49. Infanterie-Brigade (1. Großherzoglich Hessische).

## Leben

### Herkunft
Julius war ein Sohn des preußischen Generalmajors Karl von Hertzberg (1789–1856) und dessen Ehefrau Wilhelmine, geborene Rogalla von Bieberstein (1797–1877). Sein Bruder Rudolf (1832–1898) wurde ebenfalls preußischer Generalmajor.

### Werdegang
Hertzberg besuchte die Kadettenhäuser in Potsdam und Berlin. Anschließend war er Leibpage des preußischen Königs Friedrich Wilhelm IV. und wurde am 10. August 1843 mit einem Patent vom 19. Oktober 1843 als Sekondeleutnant dem 38. Infanterie-Regiment (6. Reserve-Regiment) der Preußischen Armee überwiesen. Während der Märzrevolution von 1848 wurde er in Frankfurt am Main in Straßenkämpfe verwickelt. Während der Niederschlagung der Badischen Revolution war er 1849 Adjutant den Generalleutnants von Peucker und nahm an den Gefechten bei Großsachsen sowie Gernsbach teil.
Vom 1. Februar 1851 bis zum 31. Januar 1852 war er zur 2. Reserve-Pionier-Kompanie kommandiert. Am 22. September 1852 wurde er mit der Rettungsmedaille am Bande ausgezeichnet. Vom 15. April bis zum 30. September 1855 folgte eine Kommandierung zum Infanterie-Lehr-Bataillon. Danach diente Hertzberg von April 1856 bis zum August 1859 als Regimentsadjutant und avancierte bis Ende Mai 1859 zum Hauptmann. Er war vom 1. Oktober 1859 bis zum 30. April 1860 als Kompanieführer bei Landwehr-Bataillon seines Regiments in Wohlau kommandiert. Am 19. September 1860 erfolgte seine Ernennung zum Kompaniechef. In dieser Stellung führte Hertzberg seine Kompanie 1866 während des Krieges gegen Österreich in den Schlachten bei Skalitz sowie Königgrätz und erhielt für sein tapferes Verhalten am 20. September 1866 eine Belobigung. Mit der Beförderung zum Major wurde er am 5. März 1867 in das Pommersche Füsilier-Regiment Nr. 34 nach Frankfurt am Main versetzt und am 20. Mai 1867 zum Kommandeur des I. Bataillons ernannt. Am 27. September 1867 erhielt er das Dienstkreuz.
Während des Krieges gegen Frankreich nahm er an der Belagerung von Straßburg und der Schlacht bei Belfort sowie den Gefechten bei Plittersdorf, Les Forges, Étuz, Pasques, Longeau, Villersexel und Saint-Fergeux teil. Ausgezeichnet mit beiden Klassen des Eisernen Kreuzes wurde Hertzberg nach dem Friedensschluss als Kommandeur des I. Bataillons im 3. Badischen Infanterie-Regiment Nr. 111 nach Rastatt versetzt und am 18. Januar 1873 zum Oberstleutnant befördert. Unter Stellung à la suite beauftragte man ihn am 25. Juli 1874 zunächst mit der Führung des 1. Nassauischen Infanterie-Regiments Nr. 87 in Mainz. Am 7. August 1874 erfolgte seine Ernennung zum Regimentskommandeur sowie am 19. September 1874 die Beförderung zum Oberst. Er erhielt am 12. Januar 1875 das Kommandeurskreuz II. Klasse des Orden vom Zähringer Löwen mit Schwertern und am 24. September 1878 den Kronen-Orden II. Klasse. Unter Stellung à la suite seines Regiments wurde Hertzberg am 12. Juni 1880 mit der Führung der 49. Infanterie-Brigade (1. Großherzoglich Hessische) in Darmstadt beauftragt und am 10. Juli 1880 bei gleichzeitiger Beförderung zum Generalmajor zum Kommandeur dieses Großverbandes ernannt. In dieser Stellung wurde er anlässlich des Ordensfestes im Januar 1883 mit dem Roten Adlerorden II. Klasse und durch Großherzog Ludwig IV. am 4. Juli 1883 mit dem Komturkreuz I. Klasse des Großherzoglich Hessischen Philipps-Ordens ausgezeichnet. In Genehmigung seines Abschiedsgesuches wurde er am 16. August 1883 mit Pension zur Disposition gestellt.

### Familie
Hertzberg heiratete am 1. Mai 1861 in Mainz Karoline Magdalene Knyn (1830–1905), eine Tochter des Juristen Theodor Friedrich Knyn. Das Paar hatte mehrere Kinder:
- Marie (* 1862)

⚭ 24. Dezember 1893 (Scheidung) Gustav Eberlein (1847–1926), Professor
⚭ 31. Juli 1917 Hans Darms, Mediziner
- Cassilde (* 1864)